# Liste des cols des Pyrénées
Cet article contient une liste (non exhaustive) des cols des Pyrénées françaises, espagnoles et andorranes.

## Pyrénées françaises

### Pyrénées-Atlantiques
| Nom                                   | Altitude (m) | Géolocalisation             |
| ------------------------------------- | ------------ | --------------------------- |
| Col de Napale                         | 541          | 43° 09′ 39″ N, 1° 10′ 04″ O |
| Col des Palombières                   | 337          | 43° 13′ 58″ N, 1° 00′ 39″ O |
| Col de Galzetaburu                    | 263          | 43° 12′ 39″ N, 1° 08′ 15″ O |
| Col d'Ibardin                         | 317          | 43° 18′ 34″ N, 1° 41′ 03″ O |
| Col de Lizuniaga                      | 441          | 43° 16′ 58″ N, 1° 37′ 44″ O |
| Col de Lizarrieta                     | 442          | 43° 15′ 38″ N, 1° 37′ 09″ O |
| Col de Nabarlatz                      | 524          | 43° 15′ 15″ N, 1° 36′ 04″ O |
| Col de Saint-Ignace                   | 169          | 43° 19′ 30″ N, 1° 36′ 02″ O |
| Col de Pinodieta                      | 177          | 43° 19′ 40″ N, 1° 28′ 27″ O |
| Col d'Eyharza                         | 854          | 43° 05′ 47″ N, 1° 27′ 55″ O |
| Col de Paradar                        | 609          | 43° 03′ 58″ N, 1° 26′ 07″ O |
| Col des Veaux                         | 567          | 43° 16′ 02″ N, 1° 25′ 59″ O |
| Col de Méhatché                       | 716          | 43° 16′ 23″ N, 1° 25′ 00″ O |
| Col d'Elhorrieta                      | 831          | 43° 09′ 20″ N, 1° 24′ 25″ O |
| Col d'Ispéguy                         | 672          | 43° 10′ 33″ N, 1° 24′ 08″ O |
| Col de Méharroztégui                  | 738          | 43° 04′ 41″ N, 1° 23′ 15″ O |
| Col de Bentarte                       | 1 330        | 43° 02′ 39″ N, 1° 15′ 49″ O |
| Col d'Arnostéguy                      | 1 236        | 43° 02′ 34″ N, 1° 14′ 52″ O |
| Col d'Orgambidé                       | 988          | 43° 02′ 59″ N, 1° 12′ 41″ O |
| Col d'Errozaté                        | 1 072        | 43° 02′ 16″ N, 1° 10′ 26″ O |
| Col d'Irau                            | 1 008        | 43° 03′ 09″ N, 1° 07′ 28″ O |
| Col d'Oraaté                          | 1 307        | 43° 01′ 39″ N, 1° 06′ 33″ O |
| Col d'Ipharlatze                      | 325          | 43° 15′ 31″ N, 1° 05′ 26″ O |
| Col de Burdincurutcheta               | 1 141        | 43° 03′ 45″ N, 1° 05′ 13″ O |
| Col d'Aphanize                        | 1 044        | 43° 06′ 09″ N, 1° 03′ 44″ O |
| Col Bagargui                          | 1 330        | 43° 02′ 17″ N, 1° 01′ 36″ O |
| Col d'Iratzabaleta                    | 1 249        | 43° 02′ 37″ N, 1° 01′ 33″ O |
| Col d'Osquich                         | 392          | 43° 11′ 48″ N, 1° 01′ 26″ O |
| Col de Burdin Olatzé                  | 901          | 43° 05′ 28″ N, 1° 01′ 21″ O |
| Port de Larrau                        | 1 573        | 42° 58′ 26″ N, 0° 59′ 36″ O |
| Col d'Erroymendi                      | 1 362        | 42° 59′ 50″ N, 0° 59′ 09″ O |
| Col d'Arangaïtz (ou col de Lecharria) | 832          | 43° 05′ 33″ N, 0° 58′ 11″ O |
| Col de Sustary                        | 445          | 43° 08′ 01″ N, 0° 50′ 02″ O |
| Col d'Ordabure                        | 846          | 43° 02′ 41″ N, 0° 49′ 24″ O |
| Col de la Pierre Saint-Martin         | 1 765        | 42° 58′ 09″ N, 0° 46′ 03″ O |
| Col de la Hourcère                    | 1 438        | 43° 00′ 56″ N, 0° 47′ 29″ O |
| Col du Soudet                         | 1 533        | 42° 59′ 10″ N, 0° 45′ 17″ O |
| Col de Suscousse                      | 1 218        | 42° 59′ 53″ N, 0° 45′ 09″ O |
| Col d'Anaye                           | 2 049        | 42° 56′ 01″ N, 0° 43′ 58″ O |
| Col de Labays                         | 1 351        | 43° 00′ 13″ N, 0° 43′ 53″ O |
| Col de Lie                            | 600          | 43° 03′ 37″ N, 0° 41′ 36″ O |
| Col du Bouesou                        | 1 009        | 43° 00′ 12″ N, 0° 40′ 28″ O |
| Col de Pau                            | 1 942        | 42° 52′ 27″ N, 0° 39′ 57″ O |
| Col de Houratate                      | 1 010        | 43° 00′ 18″ N, 0° 39′ 30″ O |
| Col d'Ichère                          | 677          | 43° 02′ 24″ N, 0° 38′ 10″ O |
| Col de Saoubathoù                     | 1 949        | 42° 51′ 32″ N, 0° 38′ 01″ O |
| Col de Barrancq                       | 1 601        | 42° 54′ 18″ N, 0° 36′ 12″ O |
| Col du Somport                        | 1 632        | 42° 47′ 44″ N, 0° 31′ 32″ O |
| Col de Marie-Blanque                  | 1 035        | 43° 04′ 14″ N, 0° 30′ 28″ O |
| Col des Moines                        | 2 168        | 42° 49′ 28″ N, 0° 29′ 57″ O |
| Col d'Ayous                           | 2 188        | 42° 51′ 07″ N, 0° 29′ 49″ O |
| Col du Pourtalet                      | 1 794        | 42° 48′ 21″ N, 0° 25′ 06″ O |
| Col d'Aubisque                        | 1 709        | 42° 58′ 37″ N, 0° 20′ 22″ O |

### Hautes-Pyrénées

#### Cols routiers
| Nom                  | Altitude (m) | Géolocalisation             |
| -------------------- | ------------ | --------------------------- |
| Hourquette d'Ancizan | 1 564        | 42° 53′ 58″ N, 0° 18′ 20″ E |
| Col d'Aspin          | 1 493        | 42° 56′ 33″ N, 0° 19′ 39″ E |
| Col d'Azet           | 1 585        | 42° 47′ 31″ N, 0° 22′ 52″ E |
| Col de Beyrède       | 1 417        | 42° 57′ 46″ N, 0° 18′ 32″ E |
| Col des Bordères     | 1 161        | 42° 57′ 05″ N, 0° 11′ 43″ O |
| Col de Couraduque    | 1 366        | 42° 59′ 28″ N, 0° 12′ 11″ O |
| Col des Palomières   | 810          | 43° 03′ 28″ N, 0° 11′ 37″ E |
| Col de Portet        | 2 214        | 42° 49′ 59″ N, 0° 14′ 13″ E |
| Col du Soulor        | 1 471        | 42° 57′ 38″ N, 0° 15′ 40″ O |
| Col de Spandelles    | 1 378        | 43° 00′ 40″ N, 0° 13′ 06″ O |
| Col de Tentes        | 2 207        | 42° 42′ 50″ N, 0° 03′ 02″ O |
| Col du Tourmalet     | 2 115        | 42° 54′ 30″ N, 0° 08′ 42″ E |
| Col de Tramassel     | 1 616        | 42° 58′ 18″ N, 0° 00′ 12″ O |

#### Cols pédestres
| Nom                           | Altitude (m) | Géolocalisation             |
| ----------------------------- | ------------ | --------------------------- |
| Col d'Arraillé                | 2 583        | 42° 47′ 33″ N, 0° 07′ 35″ O |
| Col d'Arratille               | 2 528        | 42° 47′ 19″ N, 0° 10′ 23″ O |
| Hourquette d'Arrouyes         | 2 214        | 42° 46′ 58″ N, 0° 01′ 30″ O |
| Col d'Aspé                    | 2 821        | 42° 46′ 47″ N, 0° 04′ 40″ O |
| Port de Barroude              | 2 534        | 42° 43′ 29″ N, 0° 09′ 04″ E |
| Col de Bazès                  | 1 509        | 42° 59′ 30″ N, 0° 13′ 34″ O |
| Col de Bernadole              | 2 608        | 42° 49′ 20″ N, 0° 07′ 01″ O |
| Col de la Bernatoire          | 2 336        | 42° 43′ 20″ N, 0° 06′ 02″ O |
| Port de Boucharo              | 2 272        | 42° 42′ 13″ N, 0° 03′ 51″ O |
| Brèche de Roland              | 2 807        | 42° 41′ 27″ N, 0° 02′ 01″ O |
| Col du Cardal                 | 2 361        | 42° 43′ 55″ N, 0° 06′ 28″ O |
| Col de Couret                 | 1 199        | 42° 59′ 32″ N, 0° 11′ 40″ O |
| Col de Culaus                 | 2 565        | 42° 48′ 53″ N, 0° 03′ 57″ O |
| Col des Espécières            | 2 334        | 42° 42′ 46″ N, 0° 03′ 53″ O |
| Col d'Estibe Aute             | 2 622        | 42° 48′ 39″ N, 0° 07′ 33″ O |
| Col d'Estom Soubiran          | 2 652        | 42° 46′ 40″ N, 0° 06′ 01″ O |
| Col de la Fache               | 2 664        | 42° 48′ 46″ N, 0° 14′ 21″ O |
| Hourquette de Héas            | 2 608        | 42° 45′ 28″ N, 0° 07′ 41″ E |
| Col d'Ilhéou                  | 2 256        | 42° 52′ 39″ N, 0° 11′ 08″ O |
| Col de Labas                  | 2 719        | 42° 47′ 02″ N, 0° 06′ 52″ O |
| Col de Malh Arrouy            | 2 745        | 42° 47′ 23″ N, 0° 04′ 25″ O |
| Port du Marcadau              | 2 541        | 42° 48′ 05″ N, 0° 13′ 24″ O |
| Hourquette d'Ossoue           | 2 734        | 42° 46′ 45″ N, 0° 07′ 54″ O |
| Col de l'Oule                 | 2 556        | 42° 46′ 54″ N, 0° 03′ 41″ O |
| Port d'Ourdissétou            | 2 403        | 42° 40′ 47″ N, 0° 17′ 08″ E |
| Port de la Pez                | 2 451        | 42° 43′ 02″ N, 0° 22′ 17″ E |
| Port de la Peyre Saint-Martin | 2 295        | 42° 49′ 21″ N, 0° 15′ 38″ O |
| Col de Saucède                | 1 525        | 42° 57′ 17″ N, 0° 16′ 15″ O |
| Col de la Serre               | 1 453        | 42° 59′ 28″ N, 0° 12′ 40″ O |

### Hautes-Pyrénées/Haute-Garonne
| Nom                | Altitude (m) | Géolocalisation             |
| ------------------ | ------------ | --------------------------- |
| Col de Peyresourde | 1 568        | 42° 48′ 08″ N, 0° 27′ 45″ E |
| Port de Pierrefite | 1 855        | 42° 52′ 06″ N, 0° 28′ 19″ E |
| Port de Balès      | 1 755        | 42° 52′ 28″ N, 0° 30′ 04″ E |

### Haute-Garonne
| Nom                   | Altitude (m) | Géolocalisation             |
| --------------------- | ------------ | --------------------------- |
| Col de la Hountarède  | 475          | 43° 02′ 30″ N, 0° 37′ 22″ E |
| Port de Vénasque      | 2 444        | 42° 41′ 33″ N, 0° 38′ 27″ E |
| Col du Portillon      | 1 293        | 42° 46′ 08″ N, 0° 39′ 36″ E |
| Col des Ares          | 799          | 42° 59′ 25″ N, 0° 41′ 36″ E |
| Col de Menté          | 1 346        | 42° 55′ 08″ N, 0° 45′ 43″ E |
| Col de Buret          | 599          | 42° 58′ 41″ N, 0° 46′ 13″ E |
| Col de la Clin        | 1 246        | 42° 55′ 08″ N, 0° 46′ 29″ E |
| Col d'Artigaux        | 1 382        | 42° 53′ 12″ N, 0° 46′ 38″ E |
| Col d'Artigascou      | 1 348        | 42° 53′ 19″ N, 0° 47′ 14″ E |
| Col de Louzet         | 681          | 43° 00′ 47″ N, 0° 50′ 42″ E |
| Col de Larrieu        | 708          | 43° 00′ 58″ N, 0° 51′ 34″ E |
| Col de Portet-d'Aspet | 1 070        | 42° 56′ 41″ N, 0° 51′ 15″ E |
| Col de Hougas         | 1 239        | 42° 58′ 34″ N, 0° 51′ 15″ E |
| Seuil de Naurouze     | 194          | 43° 21′ 18″ N, 1° 48′ 04″ E |

### Ariège

#### Cols routiers
| Nom                       | Altitude (m) | Géolocalisation             |
| ------------------------- | ------------ | --------------------------- |
| Col de la Core            | 1 395        | 42° 51′ 31″ N, 1° 06′ 18″ E |
| Col du Cap Blanc          | 519          | 43° 03′ 47″ N, 1° 09′ 20″ E |
| Col d'Ayens               | 958          | 42° 56′ 12″ N, 1° 13′ 23″ E |
| Col de Catchaudégué       | 893          | 42° 53′ 16″ N, 1° 06′ 36″ E |
| Col de Portech            | 868          | 42° 55′ 24″ N, 1° 07′ 35″ E |
| Col de Pause              | 1 525        | 42° 47′ 27″ N, 1° 08′ 31″ E |
| Col de Saraillé           | 942          | 42° 52′ 52″ N, 1° 17′ 26″ E |
| Col de Latrape            | 1 109        | 42° 47′ 44″ N, 1° 18′ 52″ E |
| Col d'Agnes               | 1 570        | 42° 47′ 38″ N, 1° 22′ 26″ E |
| Port de Lers              | 1 517        | 42° 48′ 23″ N, 1° 24′ 42″ E |
| Col des Caougnous         | 947          | 42° 54′ 23″ N, 1° 23′ 26″ E |
| Col de Port               | 1 249        | 42° 53′ 56″ N, 1° 27′ 11″ E |
| Col de Péguère            | 1 376        | 42° 55′ 06″ N, 1° 23′ 21″ E |
| Col de Portel             | 1 435        | 42° 55′ 48″ N, 1° 21′ 25″ E |
| Col de la Crouzette       | 1 244        | 42° 55′ 58″ N, 1° 19′ 30″ E |
| Col des Marrous           | 992          | 42° 57′ 41″ N, 1° 26′ 10″ E |
| Col del Bouich            | 599          | 42° 59′ 36″ N, 1° 32′ 51″ E |
| Pas du Portel             | 486          | 43° 01′ 53″ N, 1° 32′ 19″ E |
| Col de Montségur          | 1 056        | 42° 52′ 27″ N, 1° 49′ 28″ E |
| Col de la Croix des Morts | 899          | 42° 52′ 37″ N, 1° 58′ 18″ E |
| Pas de Soulombrie         | 911          | 42° 49′ 21″ N, 1° 41′ 00″ E |
| Col du Chioula            | 1 432        | 42° 45′ 18″ N, 1° 50′ 16″ E |
| Col de Marmare            | 1 363        | 42° 45′ 58″ N, 1° 51′ 02″ E |
| Port de Pailhères         | 2 001        | 42° 44′ 01″ N, 1° 59′ 34″ E |
| Col de la Chioulade       | 523          | 42° 59′ 11″ N, 1° 44′ 29″ E |

#### Cols pédestres
| Nom                          | Altitude (m) | Géolocalisation             |
| ---------------------------- | ------------ | --------------------------- |
| Port de la Hourquette        | 2 463        | 42° 48′ 25″ N, 0° 53′ 48″ E |
| Port d'Urets                 | 2 512        | 42° 47′ 22″ N, 0° 55′ 34″ E |
| Port d'Orle                  | 2 328        | 42° 47′ 30″ N, 0° 58′ 39″ E |
| Col de la Pale de la Clauère | 2 524        | 42° 47′ 02″ N, 1° 04′ 28″ E |
| Col de Faustin               | 2 651        | 42° 47′ 42″ N, 1° 05′ 00″ E |
| Col du Cruzous               | 2 336        | 42° 48′ 28″ N, 1° 05′ 22″ E |
| Port d'Aula                  | 2 260        | 42° 46′ 04″ N, 1° 06′ 33″ E |
| Port de Salau                | 2 087        | 42° 44′ 22″ N, 1° 07′ 50″ E |
| Port de Marterat             | 2 217        | 42° 43′ 23″ N, 1° 21′ 03″ E |
| Port de Saleix               | 1 793        | 42° 46′ 52″ N, 1° 24′ 16″ E |
| Port de l'Artigue            | 2 481        | 42° 42′ 11″ N, 1° 24′ 16″ E |
| Port de Bouet                | 2 509        | 42° 37′ 07″ N, 1° 25′ 42″ E |
| Port de Rat                  | 2 540        | 42° 37′ 16″ N, 1° 28′ 26″ E |
| Port de l'Albeille           | 2 601        | 42° 38′ 54″ N, 1° 29′ 53″ E |
| Port de Siguer               | 2 395        | 42° 39′ 10″ N, 1° 33′ 48″ E |
| Port de Fontargente          | 2 263        | 42° 37′ 10″ N, 1° 42′ 18″ E |
| Col de l'Albe                | 2 539        | 42° 36′ 54″ N, 1° 44′ 10″ E |
| Col de Girabal               | 1 996        | 42° 49′ 14″ N, 1° 45′ 41″ E |
| Col du Trou de l'Ours        | 2 215        | 42° 49′ 07″ N, 1° 46′ 30″ E |

### Ariège/Aude
| Nom           | Altitude (m) | Géolocalisation             |
| ------------- | ------------ | --------------------------- |
| Col du Pradel | 1 673        | 42° 44′ 52″ N, 1° 56′ 22″ E |

### Ariège/Pyrénées-Orientales
| Nom                     | Altitude (m) | Géolocalisation             |
| ----------------------- | ------------ | --------------------------- |
| Col de la Coume d'Agnel | 2 470        | 42° 36′ 32″ N, 1° 53′ 51″ E |
| Portella d'Orlu         | 2 403        | 42° 36′ 27″ N, 1° 54′ 43″ E |

### Aude
| Nom                 | Altitude (m) | Géolocalisation             |
| ------------------- | ------------ | --------------------------- |
| Col de la Babourade | 654          | 42° 54′ 33″ N, 2° 01′ 11″ E |
| Col du Bac          | 620          | 42° 59′ 53″ N, 2° 03′ 12″ E |
| Col de Bedos        | 484          | 42° 58′ 25″ N, 2° 34′ 51″ E |
| Col Campérié        | 511          | 42° 48′ 39″ N, 2° 16′ 39″ E |
| Col du Chandelier   | 855          | 42° 52′ 46″ N, 2° 01′ 48″ E |
| Col de Coudons      | 884          | 42° 51′ 42″ N, 2° 07′ 18″ E |
| Col de Dent         | 1232         | 42° 48′ 12″ N, 2° 10′ 22″ E |
| Col de l'Espinas    | 681          | 42° 59′ 22″ N, 2° 21′ 09″ E |
| Col des Fourches    | 561          | 42° 57′ 37″ N, 2° 32′ 31″ E |
| Col du Garabeil     | 1 262        | 42° 44′ 14″ N, 2° 09′ 09″ E |
| Col des Moulis      | 1 099        | 42° 44′ 00″ N, 2° 07′ 03″ E |
| Col de Nadieu       | 1 055        | 42° 48′ 16″ N, 2° 10′ 24″ E |
| Col Notre-Dame      | 958          | 42° 47′ 17″ N, 2° 06′ 49″ E |
| Col du Paradis      | 626          | 42° 56′ 41″ N, 2° 25′ 53″ E |
| Col du Portel       | 601          | 42° 55′ 48″ N, 1° 21′ 25″ E |
| Col de Saint-Benoît | 615          | 42° 59′ 31″ N, 2° 03′ 06″ E |
| Col des Sept Frères | 1 258        | 42° 47′ 51″ N, 1° 55′ 28″ E |
| Col des Tougnets    | 558          | 42° 55′ 56″ N, 2° 04′ 30″ E |
| Col de Villerouge   | 404          | 43° 00′ 56″ N, 2° 38′ 01″ E |

### Aude/Pyrénées-Orientales
| Nom                | Altitude (m) | Géolocalisation             |
| ------------------ | ------------ | --------------------------- |
| Col de Jau         | 1 506        | 42° 41′ 19″ N, 2° 15′ 03″ E |
| Col de Saint-Louis | 696          | 42° 50′ 15″ N, 2° 19′ 39″ E |
| Grau de Maury      | 433          | 42° 50′ 13″ N, 2° 36′ 29″ E |

### Pyrénées-Orientales
| Nom                        | Altitude (m) | Géolocalisation             |
| -------------------------- | ------------ | --------------------------- |
| Col de Puymorens           | 1 920        | 42° 33′ 37″ N, 1° 48′ 36″ E |
| Col Rigat                  | 1 493        | 42° 28′ 17″ N, 2° 03′ 11″ E |
| Col de la Perche           | 1 581        | 42° 29′ 48″ N, 2° 05′ 34″ E |
| Col de la Quillane         | 1 713        | 42° 32′ 57″ N, 2° 06′ 48″ E |
| Col de Mantet              | 1 761        | 42° 28′ 53″ N, 2° 18′ 51″ E |
| Col de Jou                 |              | 42° 30′ 54″ N, 2° 22′ 52″ E |
| Collada de Roques Blanques | 2 252        | 42° 26′ 58″ N, 2° 23′ 26″ E |
| Col d'Ares                 | 1 513        | 42° 22′ 02″ N, 2° 27′ 24″ E |
| Col de la Guille           |              | 42° 22′ 49″ N, 2° 29′ 48″ E |
| Col de la Seille           |              | 42° 23′ 03″ N, 2° 30′ 10″ E |
| Col des Auzines            | 603          | 42° 42′ 35″ N, 2° 30′ 47″ E |
| Col de Sous                |              | 42° 25′ 30″ N, 2° 31′ 02″ E |
| Col de Xatard              | 753          | 42° 33′ 11″ N, 2° 36′ 55″ E |
| Col de Fourtou             | 646          | 42° 33′ 54″ N, 2° 38′ 46″ E |
| Col de Llauro              | 380          | 42° 32′ 25″ N, 2° 44′ 03″ E |
| Col de Banyuls             | 355          | 42° 27′ 00″ N, 3° 03′ 14″ E |
| Col de Panissars           | 325          | 42° 27′ 16″ N, 2° 51′ 27″ E |
| Col du Perthus             | 283          | 42° 27′ 50″ N, 2° 51′ 56″ E |
| Col de la Bataille         | 265          | 42° 43′ 37″ N, 2° 40′ 09″ E |
| Col de Mollo               | 231          | 42° 30′ 11″ N, 3° 04′ 44″ E |
| Coll dels Belitres         | 165          | 42° 26′ 06″ N, 3° 09′ 35″ E |
| Port de Llo                | 1579         | 42° 27′ 46″ N, 2° 04′ 09″ E |
| Portella Blanca d'Andorra  | 2517         | 42° 30′ 17″ N, 1° 43′ 33″ E |
| Portella de la Grava       | 2426         | 42° 35′ 58″ N, 1° 56′ 04″ E |

## Pyrénées andorranes

### Cols routiers
| Nom             | Altitude (m) | Géolocalisation             |
| --------------- | ------------ | --------------------------- |
| Col d'Ordino    | 1 980        | 42° 33′ 22″ N, 1° 34′ 19″ E |
| Col de Beixalís | 1 795        | 42° 32′ 06″ N, 1° 36′ 11″ E |
| Port d'Envalira | 2 409        | 42° 32′ 24″ N, 1° 43′ 18″ E |
| Port de Cabús   | 2 303        | 42° 32′ 47″ N, 1° 25′ 11″ E |

### Cols pédestres
| Nom                 | Altitude (m) | Géolocalisation             |
| ------------------- | ------------ | --------------------------- |
| Port de l'Albeille  | 2 601        | 42° 38′ 54″ N, 1° 29′ 53″ E |
| Port de Rat         | 2 540        | 42° 37′ 03″ N, 1° 28′ 26″ E |
| Port de Siguer      | 2 395        | 42° 39′ 10″ N, 1° 33′ 48″ E |
| Port de Fontargente | 2 263        | 42° 37′ 10″ N, 1° 42′ 18″ E |
| Col de l'Albe       | 2 539        | 42° 36′ 54″ N, 1° 44′ 10″ E |

## Pyrénées espagnoles

### Navarre
| Nom               | Altitude (m) | Géolocalisation             |
| ----------------- | ------------ | --------------------------- |
| Col de Gorostieta |              | 43° 03′ 37″ N, 1° 46′ 04″ O |
| Col de Belate     | 823          | 43° 02′ 39″ N, 1° 36′ 54″ O |
| Col d'Egozkue     | 896          | 42° 57′ 50″ N, 1° 33′ 48″ O |
| Col d'Esquisaroy  |              | 43° 13′ 01″ N, 1° 33′ 05″ O |
| Col d'Artesiaga   |              | 43° 03′ 01″ N, 1° 32′ 20″ O |
| Col de Meaka      |              | 43° 06′ 01″ N, 1° 31′ 26″ O |
| Col d'Otxondo     | 574          | 43° 14′ 10″ N, 1° 29′ 38″ O |
| Col d'Erro        | 810          | 42° 56′ 30″ N, 1° 28′ 15″ O |
| Col d'Urquiaga    |              | 43° 02′ 09″ N, 1° 28′ 13″ O |
| Col d'Ispéguy     | 672          | 43° 10′ 33″ N, 1° 24′ 08″ O |
| Col de Mezkiritz  |              | 42° 58′ 47″ N, 1° 23′ 12″ O |
| Col de Roncevaux  | 1 056        | 43° 01′ 13″ N, 1° 19′ 26″ O |
| Col de Lepoeder   | 1 432        | 43° 01′ 34″ N, 1° 17′ 43″ O |
| Col de Laza       | 1 106        | 42° 55′ 14″ N, 0° 59′ 23″ O |

### Aragon
| Nom                 | Altitude (m) | Géolocalisation             |
| ------------------- | ------------ | --------------------------- |
| Col du Somport      | 1 632        | 42° 47′ 44″ N, 0° 31′ 32″ O |
| Col du Pourtalet    | 1 794        | 42° 48′ 21″ N, 0° 25′ 06″ O |
| Puerto de Jasa      |              | 42° 41′ 25″ N, 0° 38′ 02″ O |
| Puerto de Cotefablo | 1 423        | 42° 36′ 47″ N, 0° 12′ 06″ O |
| Collado de Foradada | 1 020        | 42° 24′ 51″ N, 0° 20′ 15″ E |
| Coll de Fadas       | 1 470        | 42° 29′ 09″ N, 0° 32′ 29″ E |
| Puerto de Bonansa   | 1 385        | 42° 25′ 25″ N, 0° 38′ 53″ E |

### Catalogne
| Nom                         | Altitude (m) | Géolocalisation             |
| --------------------------- | ------------ | --------------------------- |
| Port de Vielha              | 2 444        | 42° 38′ 46″ N, 0° 44′ 53″ E |
| Coll de Montllobar          | 1 050        | 42° 09′ 22″ N, 0° 47′ 53″ E |
| Port de Perves              | 1 350        | 42° 21′ 29″ N, 0° 50′ 33″ E |
| Port de la Bonaigua         | 2 072        | 42° 39′ 50″ N, 0° 58′ 55″ E |
| Col de Bóixols              | 1 326        | 42° 09′ 59″ N, 1° 10′ 58″ E |
| Port del Cantó              | 1 718        | 42° 22′ 13″ N, 1° 14′ 14″ E |
| Col de Pradell              | 1 728        | 42° 12′ 04″ N, 1° 46′ 07″ E |
| Col de Pal                  | 2 080        | 42° 18′ 12″ N, 1° 55′ 21″ E |
| Port de la Collada de Toses | 1 800        | 42° 20′ 12″ N, 1° 59′ 28″ E |
| Coll de la Creueta          | 1 922        | 42° 18′ 05″ N, 1° 59′ 36″ E |
| Coll de Santigosa           | 1 064        | 42° 12′ 39″ N, 2° 19′ 58″ E |
| Coll de Canes               | 1 121        | 42° 11′ 50″ N, 2° 20′ 45″ E |
| Coll de Bracons             | 1 132        | 42° 06′ 30″ N, 2° 22′ 35″ E |
| Coll de Capsacosta          | 870          | 42° 15′ 24″ N, 2° 23′ 55″ E |
| Coll de Prats               |              | 42° 23′ 12″ N, 2° 26′ 06″ E |
| Coll de Condreu             | 1 017        | 42° 02′ 51″ N, 2° 30′ 39″ E |
| Coll de Manrella            | 712          | 42° 25′ 14″ N, 2° 48′ 06″ E |
| Col du Perthus              | 283          | 42° 27′ 50″ N, 2° 51′ 56″ E |
| Col de Serra-Seca           | 1193         | 42° 07′ 10″ N, 1° 22′ 45″ E |